# Château de Valmate
Le château de Valmate, parfois nommé château de Walmath est un château situé sur la commune de Saint-Laurent-les-Églises, en Haute-Vienne, au pied des monts d'Ambazac.
Ce monument fait l’objet d’une inscription partielle au titre des monuments historiques depuis le 19 décembre 1996.
Complètement pillé en 1993, le château fait depuis lors l'objet d'une restauration en profondeur.

## Histoire
La terre de Valmate s’appelait à l’origine Siriex qui veut dire cerisier en Limousin.
Le fief de Siriex paroisse des Églises est acheté au Sieur Raby le 16 janvier 1791 par Guillaume de Léobardy, né en 1753, propriétaire du domaine du Vignau dont il avait hérité en 1778 de son oncle Périère du Vignau, situé sur la Paroisse de La Jonchère jouxtant Siriex.
Joseph, le fils ainé de Guillaume, donna naissance à sept enfants, dont Paul  en 1810 et à Charles en 1821.
Paul était un esprit brillant, Polytechnicien, et, passionné par l’agriculture, comme son frère cadet, Charles de Léobardy, bien connu comme fixateur de la race bovine.
Malheureusement on peut être un brillant polytechnicien et faire de mauvaises affaires car il se ruina et fut obligé de vendre en 1858 la terre de Siriex à Jean-Baptiste Java Mignon, ingénieur né à Limoges ayant fait fortune.
Jean-Baptiste Java Mignon renomma le domaine de Siriex en Valmate en référence au ruisseau qui traverse la propriété dont le nom serait la Mate.
Il y construisit un château de style néo-Louis XIII, agrémenté d'un parc boisé et d'une exploitation agricole.
Il y avait de part et d’autre de l’entrée de l’étable gigantesque évoquant une gare des statues grandeur nature en fonte d'une vache et d'un taureau.
Ces deux sculptures ont longtemps orné l’entrée de la propriété de M.  Marie "René" Henry de La Moynerie au lieudit Plaisance sur la route de Saint Yrieix D704, non loin de Limoges.
Une chapelle de style néo-Renaissance est aménagée par la fille de Jean-Baptiste Mignon entre 1905 et 1907.
Vendu par ses propriétaires en 1962, le château est acquis par un marchand de bois qui détruit l'allée monumentale de hêtres. Le domaine est revendu à plusieurs reprises, le château, séparé de ses terres, est quasi abandonné. C'est à cette époque que l'orthographe farfelue de Walmath est apparue. Le château est très largement pillé en décembre 1993, et son état se dégrade très rapidement par la suite.
Il est racheté dès 1994 par la famille Duchambon qui y entreprend d'importants travaux, toujours en cours en 2019, dont la restauration du campanile du château.
Il est régulièrement ouvert aux visiteurs lors des Journées européennes du patrimoine. Disponible à la location, il accueille des événements divers.
En 1974, le site a accueilli le tournage de la série Le Pain noir, réalisée par Serge Moati.

## Description
L'esthétique du château est conforme aux codes architecturaux néo-Louis XIII, avec son appareillage en briques et sa toiture en ardoise. Le domaine comporte également une chapelle, une surface boisée, d'anciennes installations agricoles, des dépendances et une glacière.

## Écologie
Le château de Valmate constitue un site d'intérêt écologique : ses caves et son bois, qui à l'instar de nombreux autres sites dans les monts d'Ambazac abritent des colonies de chauves-souris (Myotis bechsteinii, Myotis myotis, Rhinolophus hipposideros), lui permettent d'être inventorié comme zone naturelle d'intérêt écologique, faunistique et floristique sur une superficie d'environ 109 hectares,.